# Villa rustica de la Băcăinți
Villa rustica este situată pe o terasă în apropierea localității Băcăinți, în punctul numit Obreje. din județul Alba.

## Legături exerne
- Roman castra from Romania (includes villae rusticae) - Google Maps / Earth Arhivat în 5 decembrie 2012, la Archive.is